# 강청룡
강청룡(姜淸龍, 1960년 12월 27일, 강원도 춘천시 ~ )는 대한민국의 제5·6·8대 강원도 춘천시의원이며, 제9대 강원도의원이다.

## 학력
- 1967.03 ~ 1973.02 근화국민학교 졸업
- 1973.03 ~ 1976.02 강원중학교 졸업
- 1976.03 ~ 1979.02 춘성고등학교 졸업
- ~ 2002 한림성심대학교 전문학사
- ~ 2004 한림대학교 정치외교학과 학사

### 비학위 수료
- 강원대학교 정보과학행정대학원 행정학 석사
- 강원대학교 대학원 언론정보과학과 언론학 석사

## 경력
- 미군부대 헬기소음 손해배상 원고인 주민대책위원회 위원장
- 1998.07 ~ 2002.06 제5대 강원도 춘천시의회 의원
- 1998.07 ~ 2000.07 제5대 강원도 춘천시의회 전반기 내무위원회 위원
- 1998.07 ~ 2000.07 제5대 강원도 춘천시의회 전반기 의회운영위원회 위원
- 2000.07 ~ 2002.06 제5대 강원도 춘천시의회 후반기 예산결산특별위원회 위원
- 2000.07 ~ 2002.06 제5대 강원도 춘천시의회 후반기 내무위원회 위원
- 2002.07 ~ 2006.06 제6대 강원도 춘천시의회 의원
- 2002.07 ~ 2004.07 제6대 강원도 춘천시의회 전반기 내무위원회 위원
- 2002.07 ~ 2004.07 제6대 강원도 춘천시의회 전반기 의회운영위원회 위원장
- 2004.07 ~ 2006.06 제6대 강원도 춘천시의회 후반기 산업위원회 위원
- 2010.07 ~ 2014.06 제8대 강원도 춘천시의회 의원
- 2010.07 ~ 2011.02 제8대 강원도 춘천시의회 전반기 부의장
- 2010.07 ~ 2012.07 제8대 강원도 춘천시의회 전반기 산업위원회 위원
- 2012.07 ~ 2014.02 제8대 강원도 춘천시의회 후반기 내무위원회 위원
- 2014.07 ~ 2018.02 제9대 강원도의회 의원
- 2014.07 ~ 2016.07 제9대 강원도의회 전반기 농림수산위원회 위원
- 2014.07 ~ 2016.07 제9대 강원도의회 전반기 예산결산특별위원회 부위원장
- 2016.07 ~ 2018.02 제9대 강원도의회 후반기 교육위원회 위원
- 2016.07 ~ 2018.02 제9대 강원도의회 후반기 예산결산특별위원회 위원
- 강원도의회 후반기 더불어민주당 원내대표
- 강원도장애인단체연합회 자문위원
- 2020.01 ~ 2022.01 강원도청 농업특별보좌관

## 역대 선거 결과
|  | 1.6% |

|  | 40.23% |

|  | 53.04% |

|  | 28.44% |

|  | 19.25% |

|  | 0% |